# 아웨이다
나우루의 아웨이다 왕(나우루어: Aweijeda Jim Naoero, 1850년경~1921년) 또는 아웨이다는 1875년부터 1921년 사망할 때까지 나우루의 왕이자 추장이었다. 그의 아들 모세스 발라라트가 그 뒤를 이었다.

## 생애

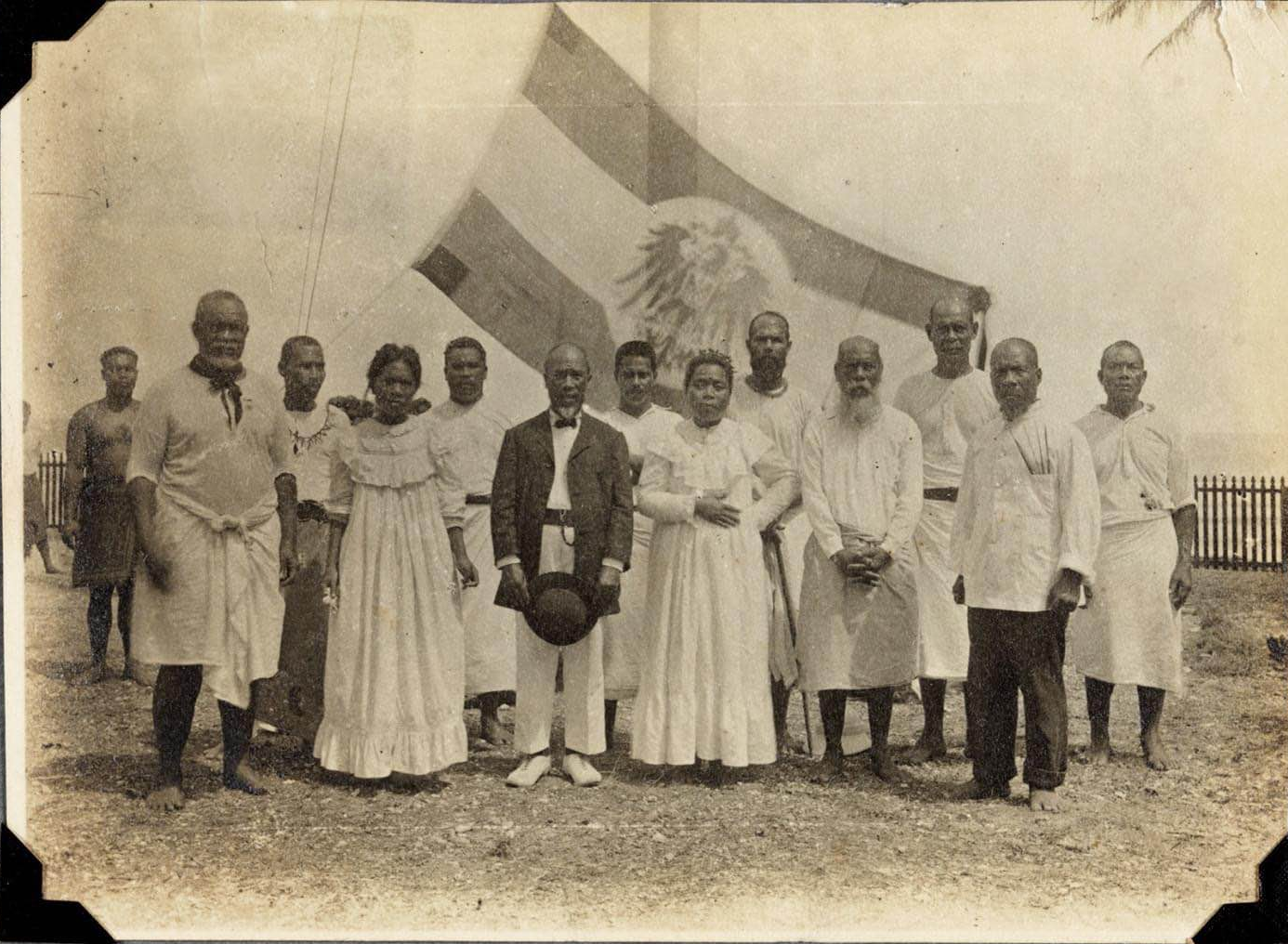
독일 제국 식민지 사무소의 깃발 앞에서 서 있는 아웨이다 왕.

아웨이다는 1850년경 나우루 보에구에서 아웨이제다(Aweijeda)라는 이름으로 태어났다. 나우루가 유럽의 지배를 받기 전에는 지역 추장들이 집행하는 법을 만드는 추장이 통치했다. 1911년 그의 아버지인 짐이 사망한 후, 아웨이다는 추장에 올랐고, 1912년 사망할 때까지 추장 자리에 있었다.
아웨이다는 짐 추장의 아들로 태어났다. 그의 첫 결혼은 부시 마을(Bush)의 에아밋 부족(Eamwit) 출신 추장의 딸 에이비누아(Eibinua)였다. 아웨이다는 슬하에 여러 자녀를 두었다.
아웨이다는 특별한 경우에 서양식 복장을 입는 것으로 알려져 있었는데, 이는 당시 나우루인들 사이에서는 매우 드문 관행이었다.
독일이 나우루를 마셜 제도 보호령으로, 나중에는 독일령 뉴기니로 합병했을 때, 아웨이다는 나우루의 왕으로서의 주권을 유지했고 나우루인의 최고 추장으로 남아 있었다. 그는 1875년부터 1921년 사망할 때까지 왕이자 최고 추장으로 재위했다. 그러나 아웨이다와 가족에 대한 문서가 부족하여 아웨이다에 대해 알려진 바가 거의 없다.
에이비누아가 사망한 후, 아웨이다는 재혼했는데, 이번에는 역시 에아밋 부족 출신인 에이가모이야와 결혼했지만 자녀는 없었다. 아웨이다는 1878년부터 1888년까지 나우루 내전 동안 유일한 실질적 왕으로서 재임했다. 제1차 세계 대전 중, 오스트레일리아가 나우루를 점령한 후, 아웨이다는 대부분의 지역 추장들의 충성을 유지하며 자신의 지위를 지켰다.
1921년 10월 7일, 아웨이다는 가바브 해협 근처에서 익사했다. 그는 나우루인들에 의해 해안으로 옮겨졌으나 곧 사망했다. 아웨이다의 아들 중 한 명인 모세스 발라라트는 아웨이다 사망 후 나우루의 왕으로 선포되었다.

## 같이 보기
- 에이가모이야